# Alexander Pagenstecher (Zoologe)

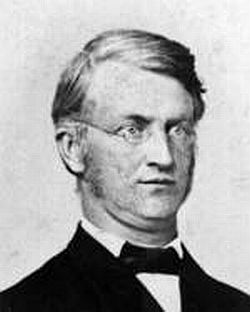
Heinrich Alexander Pagenstecher

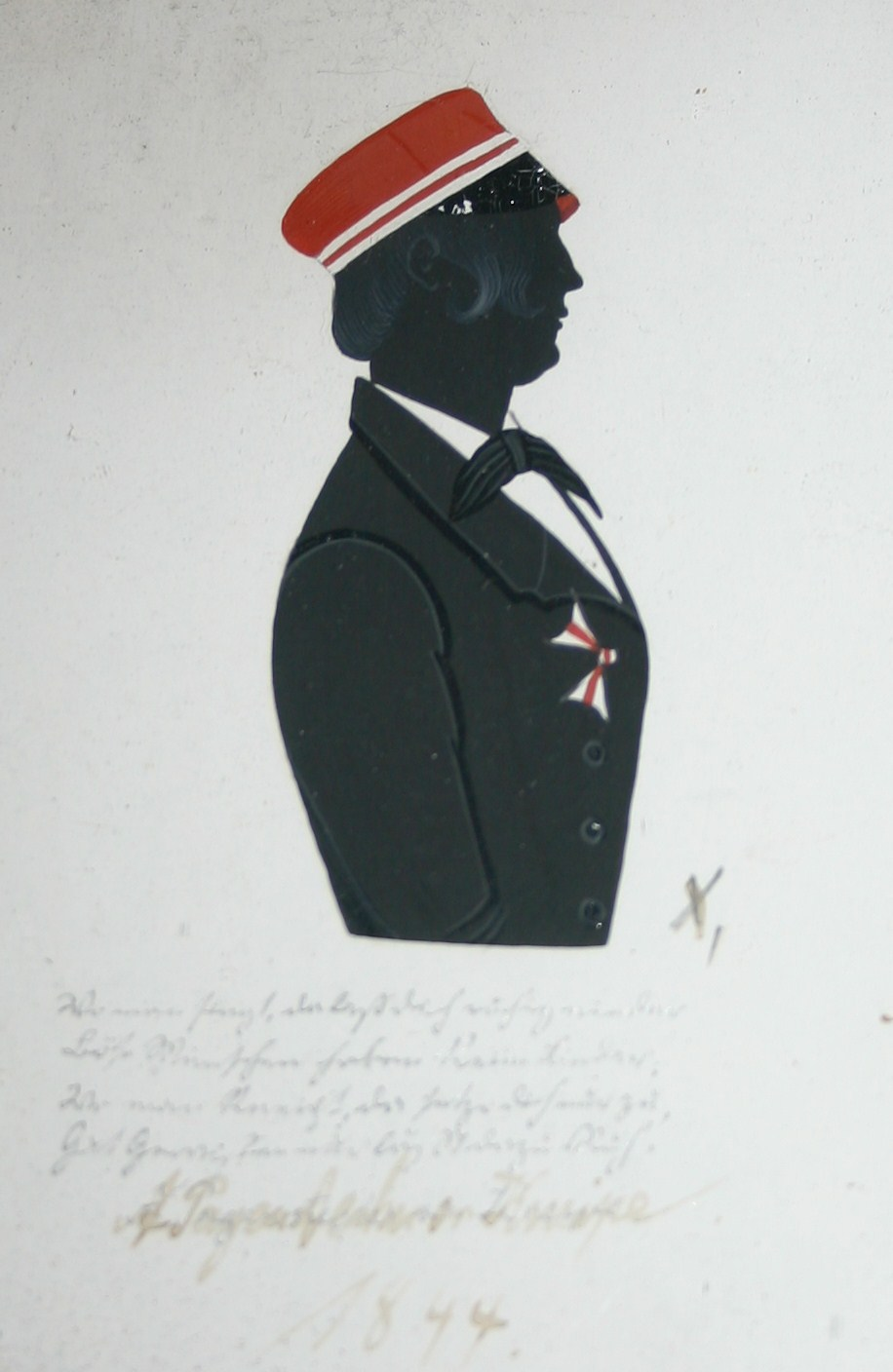
Pagenstecher als Student in Göttingen

Heinrich Alexander Pagenstecher (* 18. März 1825 in Elberfeld (heute Stadtteil von Wuppertal); † 4. Januar 1889 in Hamburg) war ein deutscher Frauenarzt und Zoologe. Hinter wissenschaftlichen Tiernamen in Bestimmungsbüchern u. ä. wird sein Name häufig „Pagenst.“ abgekürzt.

## Biografie
Pagenstecher war der Sohn des Arztes und Abgeordneten der Frankfurter Nationalversammlung Heinrich Carl Alexander Pagenstecher und dessen Ehefrau Julie Jung (1802–1872), der Tochter des Fabrikanten Friedrich August Jung (1769–1852).
Nach dem Abitur am Elberfelder Gymnasium studierte er an den Universitäten Göttingen, Heidelberg und Berlin. 1844 wurde er Mitglied des Corps Hannovera Göttingen. Nach Promotion (1846), Staatsexamen und einem wissenschaftlichen Aufenthalt in Paris wurde er 1847 zunächst praktischer Arzt in Elberfeld. 1848/49 war er Badearzt in Salzbrunn, dann wieder bis 1856 praktischer Arzt in Barmen. 
Er habilitierte sich 1856 an der Ruprecht-Karls-Universität Heidelberg für Geburtshilfe und wurde Privatdozent. Eine bei einer Operation erlittene Verletzung veranlasste ihn zur vollständigen Abkehr von der Medizin. Er wandte sich seinem Interessengebiet Zoologie zu. Bereits 1857 erschienen seine ersten zoologischen Veröffentlichungen. 1862 wurde er in Tübingen zum Dr. phil. promoviert. 1866 berief ihn die Universität Heidelberg auf den Lehrstuhl für Zoologie und Paläontologie. Gleichzeitig wurde er Direktor des Zoologischen Instituts. Später zog es ihn aufgrund einer zweiten Eheschließung in die Heimat seiner Frau nach Hamburg. Als Direktor des Naturhistorischen Museums Hamburg  wurde er 1876 in die Deutsche Akademie der Naturforscher Leopoldina gewählt.

## Familie
Er heiratete im Jahr 1850 in Elberfeld Eugenie Aders (1829–1882) und nach ihrem Tod 1884 in Hamburg Maria Olga Schwartze (1854–1928). Er hatte vier Söhne aus zweiter Ehe, von denen einer früh verstarb.

## Werke
- Trematodenlarven und Trematoden. Heidelberg 1856.
- Ueber Milben, besonders die Gattung Phytopus. 1857.
- Ueber Erziehung des Distoma echinatum durch Fütterung. 1857.
- mit Rudolf Leuckart: Untersuchungen über niedere Seetiere. 1858.
- mit Christian Joseph Fuchs: Die Trichinen. Nach Versuchen im Auftrage des Grossherzoglich Badischen Handelsministeriums ausgeführt am Zoologischen Institute in Heidelberg. Leipzig 1865 (archive.org).
- Allgemeine Zoologie, oder Grundgesetze des thierischen Baus und Lebens. 4 Bände. Berlin 1875–1881.b22326832
- Über die Thiere der Tiefsee. 1879 (Digitalisat)